# Lochenice
Lochenice (deutsch Lochnitz) ist eine Gemeinde in Tschechien. Sie liegt sieben Kilometer nördlich des Stadtzentrums von Hradec Králové und gehört zum Okres Hradec Králové.

## Geographie

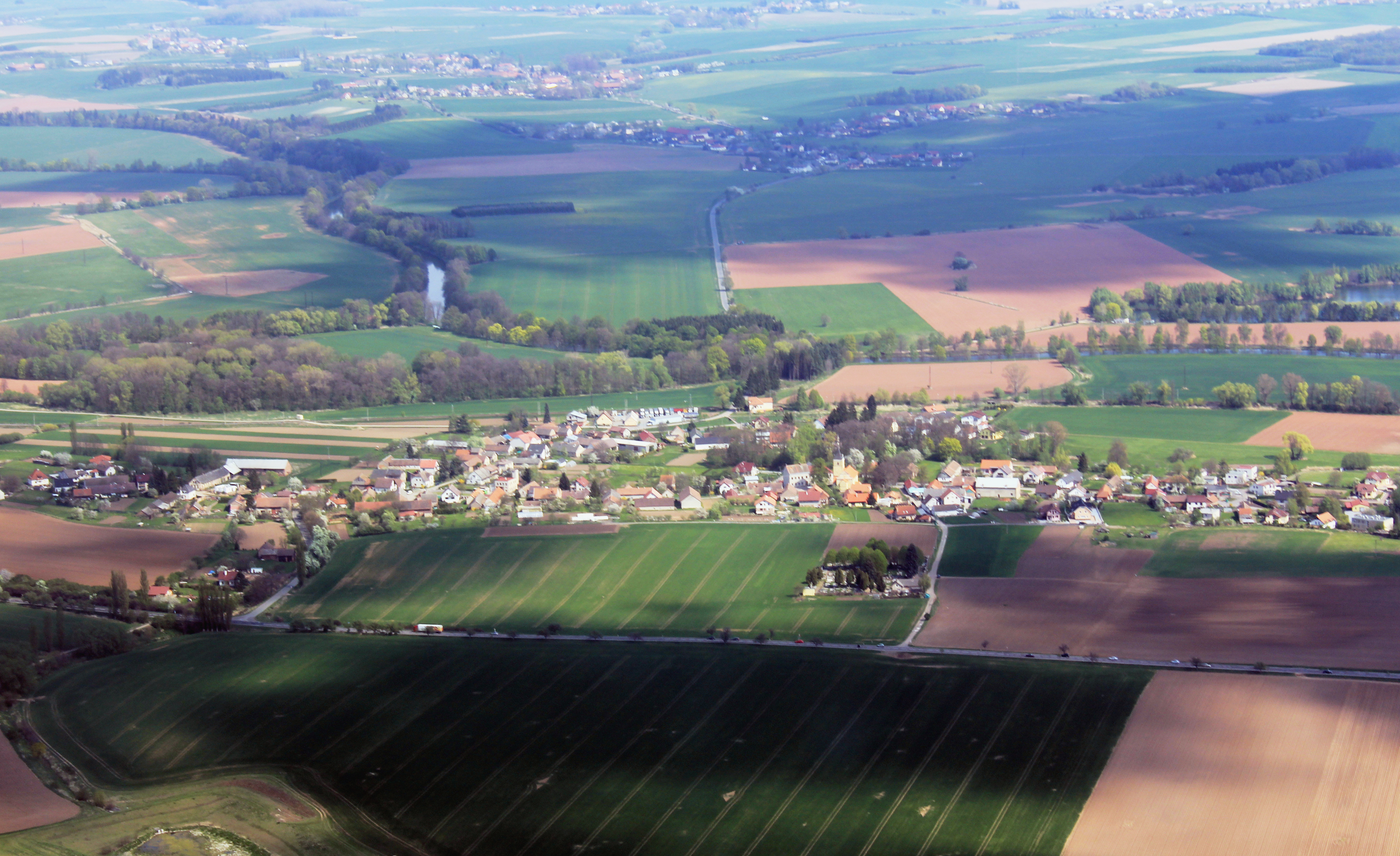
Luftbild

Lochenice befindet sich rechtsseitig der Elbe an der Einmündung der Trotina und der Olšovka auf der Ostböhmischen Tafel. Durch das Dorf führen die Bahnstrecke Pardubice–Liberec und die Staatsstraße 33/E 67 von Hradec Králové nach Smiřice. Südöstlich liegt der Flugplatz Hradec Králové.
Nachbarorte sind Trotina und Rodov im Norden, Smiřice im Nordosten, Skalička im Osten, Rusek und Správčice im Südosten, Předměřice nad Labem im Süden, Světí im Südwesten, Rozběřice und Neděliště im Westen sowie Sendražice im Nordwesten.

## Geschichte
Die erste Erwähnung von Lochynice erfolgte 1143 in der Gründungsurkunde des Klosters Strahov. Es gehörte zu den 13 Dörfern aus dem Bydschower und Königgrätzer Kreis, die Bischof Johann I. dem Prämonstratenserorden überlassen hatte. Seit 1350 ist die Existenz einer Pfarrkirche überliefert. Während der Hussitenkriege wurde die Kirche verwüstet und zum Ende des 15. Jahrhunderts wiederhergestellt. In dieser Zeit gelangte Lochenice an weltliche Besitzer. 1469 kaufte die Stadt Hradec Králové Lochenice von Lev Tluska von Čechtice. Im Jahre 1586 war das Dorf zusammen mit Předměřice von einer Pestepidemie betroffen. Während des Dreißigjährigen Krieges wurde Lochenice 1642 verwüstet. Die berní rula von 1654 weist für das Dorf 16 Gehöfte aus, von denen beim Dorfbrand von 1666 13 niederbrannten. 1714 wurde das Dorf erneut von einem Großfeuer betroffen, das 17 Anwesen in Schutt und Asche legte. Im Siebenjährigen Krieg plünderten 1763 preußische Truppen und danach Kosaken den Ort. 1772 starben erneut mehrere Einwohner an der Pest. Drei Jahre später brachen Bauernunruhen aus, die gewaltsam unterdrückt wurden.
Nach der Aufhebung der Patrimonialherrschaften bildete Lochenice ab 1850 eine Gemeinde im Bezirk Hradec Králové. Ab 1851 begann der Anbau von Zuckerrüben. 1856 wurde die Eisenbahnstrecke westlich des Dorfes errichtet und am 3. Oktober 1857 fuhr der erste Zug von Pardubitz nach Reichenberg. Während des Deutschen Krieges erlitt das Dorf Schäden durch das Militär. Am 3. Juli 1866 fand wenige Kilometer westlich am Chlum und Svíb die Schlacht von Königgrätz statt. 1911 lebten in Lochenice 746 Menschen. Zwischen 1915 und 1925 erfolgte eine Flussregulierung der Elbe. Von 1949 bis 1960 war die Gemeinde dem Okres Hradec Králové-okolí zugeordnet.

## Sehenswürdigkeiten
- Kirche Mariä Wiegenfest; das seit 1350 nachweisbare Bauwerk wurde zwischen 1784 und 1786 barock umgestaltet.
- Naturschutzgebiet Trotinka, im Mündungsbereich der Trotina in die Elbe
- Stahlbrücke über die Elbe, erbaut 1917
- Auf dem Friedhof befindet sich das Grab von Michal Mácha aus Předměřice, des Bruders von Karel Hynek Mácha